# Dixa amabilis
Dixa amabilis är en tvåvingeart som beskrevs av Alexander 1959. Dixa amabilis ingår i släktet Dixa och familjen u-myggor. Inga underarter finns listade i Catalogue of Life.